# Convención de Viena sobre Relaciones Consulares
La Convención de Viena Relaciones Consulares es un tratado internacional abierto a la firma en Viena el 24 de abril de 1963, al término de la correspondiente Conferencia codificadora convocada por las Naciones Unidas. En ella se dio término a las labores al respecto de las Naciones Unidas, dentro de sus tareas de codificación del Derecho internacional, realizadas por la Comisión de Derecho internacional y posteriormente por la propia Conferencia.
Consta de setenta y nueve artículos. En ellos se regulan las relaciones consulares, tanto respecto a las funciones consulares como tales, como en lo que se refiere al estatuto de las oficinas y los funcionarios consulares; abarca tanto a los funcionarios de carrera como a los honorarios.
Tradicionalmente las relaciones consulares se desarrollaban a través de Tratados consulares bilaterales y de las respectivas legislaciones internas, así como de las correspondientes costumbres internacionales.
Los Estados que no son Parte en la Convención siguen regulando sus relaciones consulares por la costumbre internacional y por Tratados Bilaterales; estos siguen teniendo su utilidad general incluso para los Estados Parte en la Convención, en cuanto puedan complementar a esta, principalmente en el aspecto que en ella aparece desarrollado con menor detalle, como es el de las relaciones consulares.